# Witte muskaatduif
De witte muskaatduif (Ducula luctuosa) is een vogel uit de familie der Columbidae (Duiven en tortelduiven).

## Verspreiding en leefgebied
Deze soort komt voor op Sulawesi en de Sula-eilanden.